# Blake Blossom
Blake Blossom (* 14. Februar 2000) ist eine US-amerikanische Pornodarstellerin.

## Leben
Blossom schloss mit 17 die Highschool ab. Sie arbeitete in verschiedenen Jobs, unter anderem als Nanny, und begann ihre Pornokarriere am 26. März 2020 in einer Szene zusammen mit Jake Adams. Im Februar desselben Jahres sammelte sie über OnlyFans bereits erste Erfahrung im Erotikbereich. Ihre Engagements umfassen neben anderen die Plattform Brazzers. 2022 gewann sie den AVN Award als Best New Starlet. Im folgenden Jahr war sie unter anderem als Best Female Performer nominiert.

## Auszeichnungen
- 2022: AVN  Award als Best New Starlet[2]
- 2022: AVN Award als Hottest Newcomer[2]
- 2023: AVN Award als Best Actress – Featurette in „An Honest Man“[3]
- 2023: AVN Award in der Kategorie Best Boy/Girl Sex Scene für “Dream Slut, Blonde, Stacked, Blake Blossom Worships Jax Slayher's Giant Cock” (zusammen mit Jax Slayher)[3]
- 2023: AVN Award in der Kategorie Best Virtual Reality Sex Scene für Dream Team (zusammen mit Apryl Rein, Coco Lovelock, Delilah Day, Haley Spades, Penelope Kay, Charly Summer, Kyler Quinn, Leana Lovings, Aubree Valentine, Laney Grey, Madi Laine, Avery Black, Alexia Anders, Izzy Lush & John Strong)[3]
- 2024: AVN Award in der Kategorie Best Solo/Tease Performance[4]
- 2024: AVN Award in der Kategorie Best VR Group Sex Scene für Mile High Club (zusammen mit Angel Youngs, Tru Kait & John Strong)[4]
- 2024: AVN Award in der Kategorie Best VR One-on-One Sex Scene für Dante's Inferno: Beatrice A XXX Parody (zusammen mit Ryan Driller)[4]
- 2024: AVN Award in der Kategorie Best All-Girl Group Sex Scene Lesbian Threesomes Scene 3 (zusammen mit Vanessa Sky & Aidra Fox)[4]

## Filmografie (Auswahl)
- 2021: Young Fantasies 7
- 2021: Stacked 11: All Natural
- 2021: I Have a Daddy Fetish
- 2022: My Girlfriend’s Busty Friend 31
- 2022: An Honest Man
- 2022: Dream Team
- 2022: Blacked Raw 53, 60
- 2022: SpideyPool XXX: An Axel Braun Parody
- 2023: Young & Beautiful 12
- 2023: Blast From The Past
- 2024: Summertime Blossom
- 2024: Lesbian Superstars 4
- 2025: Teens Like It Big 33